# پدرام سلطانی
پدرام سلطانی (زاده ۱۴ مهر ۱۳۴۸ زاهدان) پزشک، روزنامه‌نگار، فعال اقتصادی و کارآفرین ایرانی است، که در فاصله سال‌های ۱۳۹۰ تا ۱۳۹۸ به‌عنوان نایب رئیس اتاق بازرگانی، صنایع، معادن و کشاورزی ایران فعالیت می‌کرد. وی هم‌اکنون ریاست هیئت مدیره شرکت پرسال را برعهده دارد. سلطانی دانش‌آموخته دکترای پزشکی از دانشگاه تهران و کارشناسی ارشد مدیریت اجرایی از دانشگاه منچستر است.

## زندگی‌نامه
پدرام سلطانی در روز ۱۴ مهر ۱۳۴۸ در شهر زاهدان زاده شد. خانوادۀ‌ او اصالتاً اهل شهر کرمانشاه بودند.

## سوابق
- رئیس هیأت مدیره شرکت پرسال (از تیر ۱۳۷۵ تاکنون)
- نائب رئیس اتاق بازرگانی، صنایع، معادن و کشاورزی ایران (از خرداد ۱۳۹۰ تا خرداد ۱۳۹۸)
- عضو هیأت نمایندگان اتاق‌های بازرگانی، صنایع، معادن و کشاورزی تهران و ایران (از اسفند ۱۳۸۵ تاکنون)
- دبیرکل اتحادیه صادرکنندگان فراورده‌های نفت، گاز و پتروشیمی ایران (از آذر ۱۳۸۲ تا اسفند ۱۳۸۵)
- نایب رئیس کنفدراسیون اتاق‌های بازرگانی آسیا-اقیانوسیه (از آذر ۱۳۹۷ تا آذر ۱۴۰۱)[۶]